# Karnobat-Pass
Der Karnobat-Pass (bulgarisch Карнобатски проход Karnobatski prochod) ist ein 720 m hoher Gebirgspass auf der Livingston-Insel im Archipel der Südlichen Shetlandinseln. Im Levski Ridge der Tangra Mountains liegt er zwischen dem südlich aufragenden Helmet Peak und dem Intuition Peak im Norden. Er verbindet 5,4 km östlich des Lozen Saddle das Devnya Valley mit dem Gebiet am Iskar-Gletscher.
Bulgarische Wissenschaftler kartierten ihn zwischen 2004 und 2005. Die bulgarische Kommission für Antarktische Geographische Namen benannte ihn 2005 nach der Stadt Karnobat im Südosten Bulgariens.